# Tổ chức tôn giáo

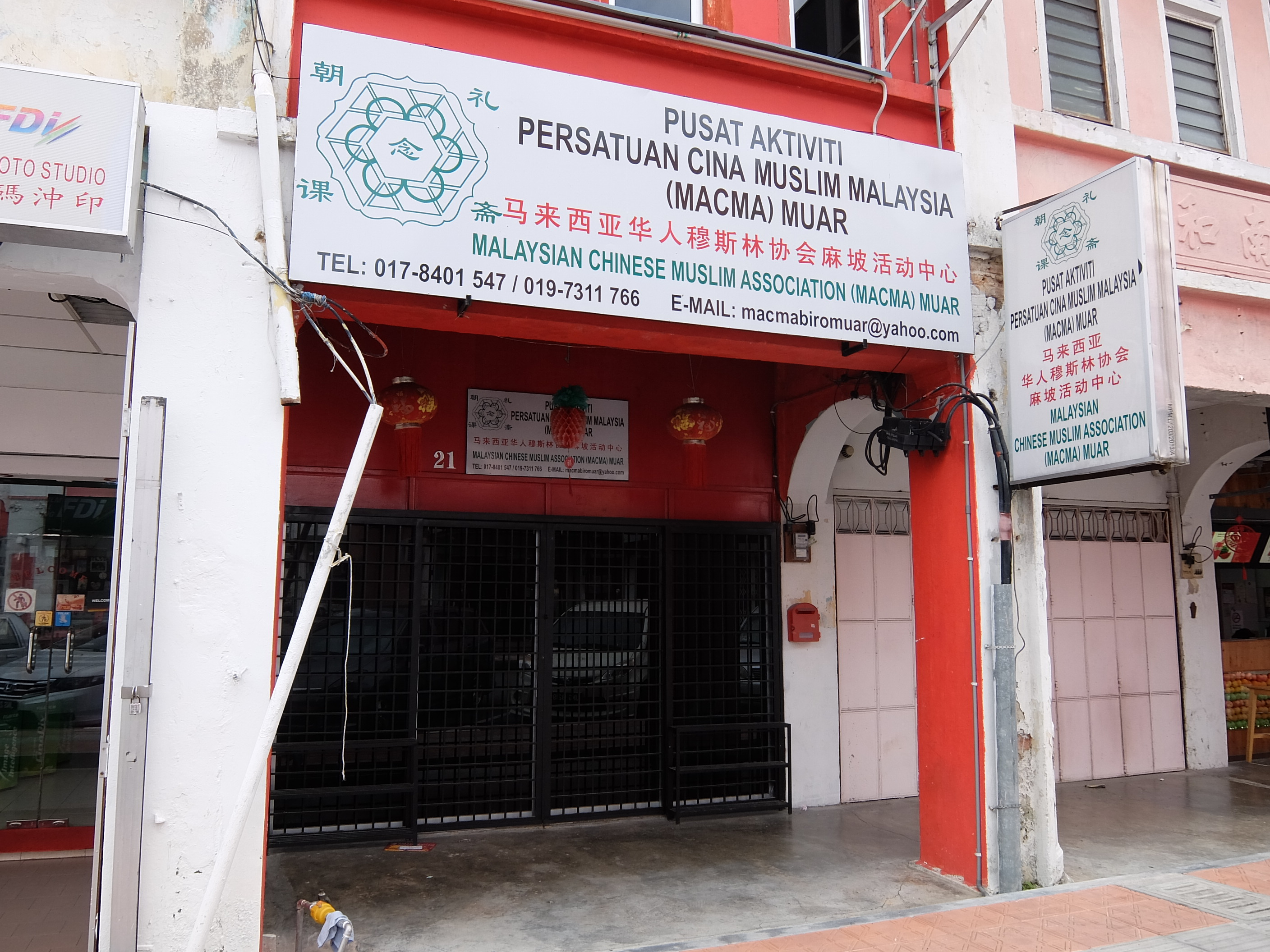
Một tổ chức Hồi giáo ở Johor, Malaysia.

Các hoạt động tôn giáo nói chung cần một số cơ sở hạ tầng để hoạt động. Vì lý do này, thường tồn tại các tổ chức ủng hộ tôn giáo, là một số hình thức tổ chức quản lý:
- Việc duy trì các nơi thờ tự, chẳng hạn như nhà thờ Hồi giáo, nhà thờ, đền thờ, giáo đường Do Thái, nhà nguyện và các tòa nhà hoặc nơi hội họp khác.
- Việc trả lương cho các nhà lãnh đạo tôn giáo, chẳng hạn như các linh mục Công giáo La Mã, các linh mục Hindu, các mục sư Tin lành, các imam và rabbi người Do Thái.

Ngoài ra, các tổ chức này thường có các trách nhiệm khác, chẳng hạn như thành lập, đề cử hoặc bổ nhiệm các nhà lãnh đạo tôn giáo, thiết lập một cơ sở giáo lý, kỷ luật các nhà lãnh đạo và tín đồ đối với luật tôn giáo và xác định tư cách thành viên.